# Galeoncino
Il galeoncino è un tipo di veliero a tre alberi, di origine olandese, più piccolo del galeone. Il più classico armamento è a vele quadre. 
Il termine è presente in Landström quando si fa riferimento alle navi a vela olandesi della fine del XVI secolo quando le Sette Province si ribellarono a Filippo II ed iniziarono a commerciare in proprio con le Indie Orientali. I galeoncini presero per la prima volta il mare nel 1595 ed il loro viaggio, terminato nel 1597 segna l'inizio dell'ascesa a potenza navale dell'Olanda. 
Gli elementi caratterizzanti sono la balconata, un ponte di castello prodiero, cassero e mezzo ponte. L'apertura arcuata dinanzi all'albero di mezzana fungeva probabilmente da finestra del timoniere, e permetteva a quest'ultimo di osservare la disposizione della velatura mentre governava la nave, elemento assai utile in vele con piccolo angolo di timone, che per forti cambiamenti di rotta avevano bisogno dell'aiuto della velatura.